# Bahil Mátyás
Bahil Mátyás (Matej Bahil, Süvete, 1706. február 14. – 1761. december 22.) szlovák evangélikus lelkész.

## Élete
Atyja Bahil János tanító volt; iskoláit Ráhón, Ochtinán, Késmárkon és Besztercebányán végezte. 1727. április 27-én a wittenbergi egyetemre iratkozott be. 1730-ban Cserencsénybe ment tanítónak. 1734-ben a szlovák evangélikusok lelkésze lett Eperjesen.

## Művei
Lefordította Cyprianus Von Ursprung und Ausbreitung des Pabsthums című művét Meisner Hybla Tódor álnéven cseh nyelvre fordította (Vittenberg, 1745.) Ezért elfogták, de 1746. december 14-én fogságából megszökött és Poroszországba menekült.
Külföldi tartózkodása alatt emlékiratot adott ki a következő címmel: Tristissima ecclesiarum Hungariae protestantium facies. Traurige Abbildung der protestantischen Gemeinden in Ungarn. Brigae, 1747 (latin és német szöveggel). A műben a szerző 1706–46 közötti életét és viszontagságait írja le. Magyarországi kiadása: Monumenta Evangeliana Augustae Confessionis Hungariae Historica, II. kötet. Pest, 1863.